# Empada (Guiné-Bissau)
Empada é uma cidade e uma setor com o mesmo nome da região de Quinara, na Guiné-Bissau.
A cidade está localizada às margens do Rio Buba, o setor margeia a oeste com o Oceano Atlântico. 
Originalmente, os moradores se estabeleceram no local da cidade por causa da presença de uma nascente natural, localmente chamada de "sanjuna". O governo português revestiu o poço em 1946 e deu-lhe o nome de Fonte Frondosa. 
A cidade possui 2.267 habitantes; o setor possui 17.517 habitantes (censo de 2009). Crianças menores de cinco anos constituíam 22% da população. O analfabetismo é alto: 11% dos homens e 23% das mulheres não sabiam ler e escrever em 2009.  Os habitantes são principalmente da população Beafada com minorias significativas de Mandinga e alguns Balanta e Fula. A cidade de Empada tem duas partes com subdivisão em três distritos (bairros), cada um com um ancião de aldeia.
O setor Empada inclui 85 vilas, principalmente aldeias rurais (tabancas).
As principais localizações são (população de acordo com o censo de 2009 entre colchetes):
- Batambali (690)
- Darsalam (713)
- Empada (2267)
- Francunda Beafada (1255)
- Gã-Comba Beafada (588)
- Madina de Cima Beafada (234)
- Madina de Baixo (387)
- São Miguel Balanta (387)

Além de algumas dezenas de escolas primárias, Empada tem um liceu chamado Liceu Dom Settimio A.Ferrazetti. Em 2021, o liceu tinha mais de 1000 alunos. Existe um centro de saúde chamado Rui Djassi com cerca de dez leitos e uma sala de partos.
As principais atividades econômicas da população do setor são a cultura do caju, a produção do dendê, a pesca e, principalmente para uso próprio, o cultivo do amendoim, do feijão, do arroz e de frutas diversas.
A política guineense Teodora Inácia Gomes nasceu em 1944 em Empada.

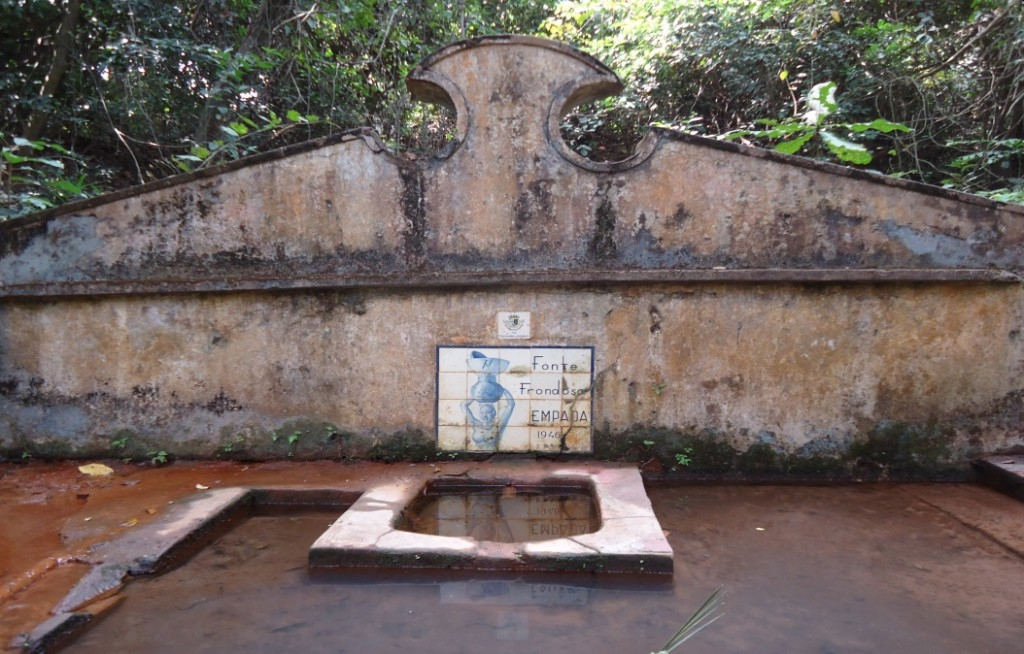
Fonte Frondosa, Empada desde 1946
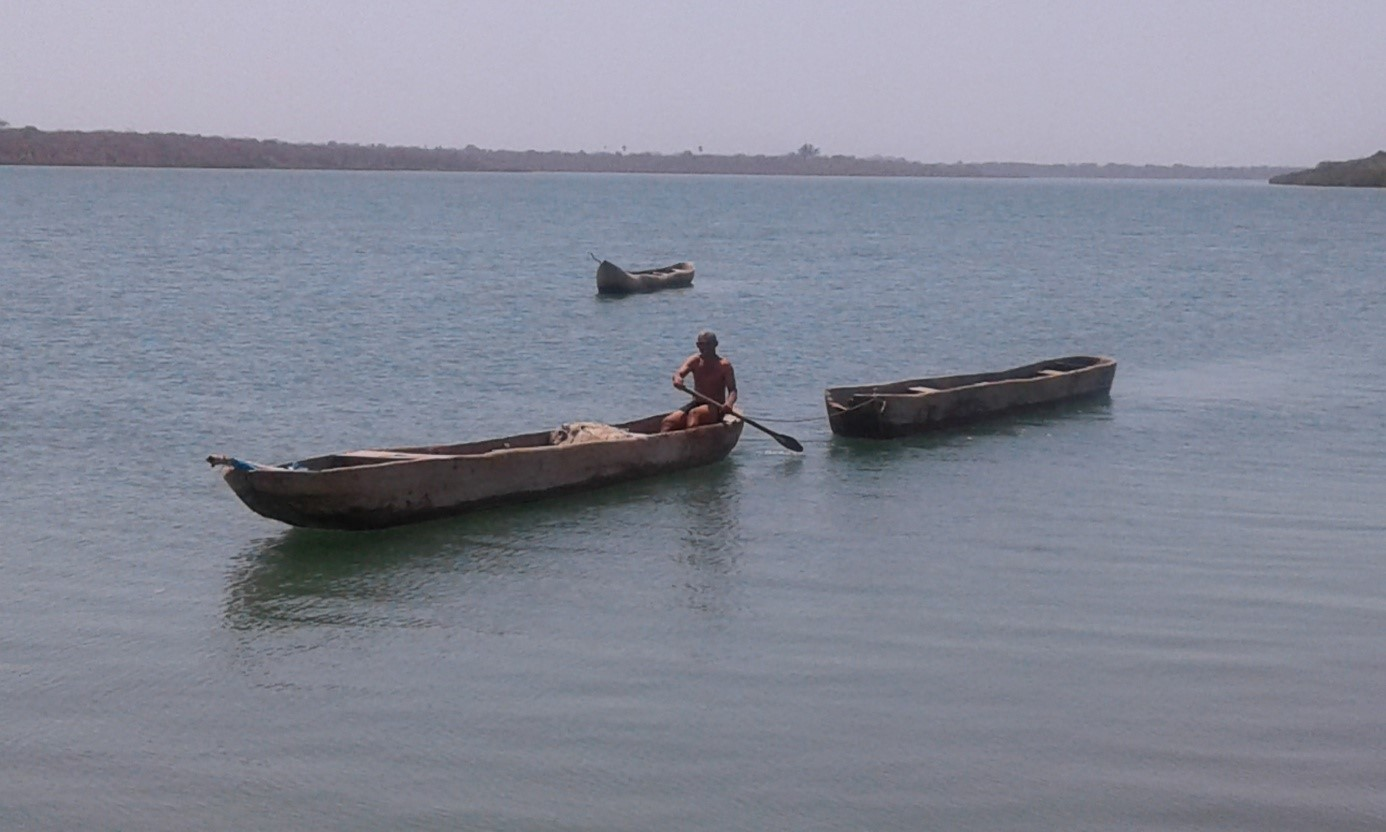
Rio de Buba, Empada, 2018